# اقدام متقابل (رایانه)
در امنیت رایانه اقدام متقابل اقدام، دستگاه، روال یا روشی است که با از بین بردن، جلوگیری کردن یا با کشف و گزارش از آسیبی که می‌تواند ایجاد شود باعث کاهش تهدید، آسیب‌پذیری یا حمله، می‌شود.
تعریف به صورت IETF RFC 2828 است که همان دستورالعمل CNSS شماره ۴۰۰۹ مورخ ۲۶ آوریل ۲۰۱۰ توسط کمیته سیستم‌های امنیت ملی ایالات متحده آمریکا می‌باشد.
مطابق واژه‌نامه InfosecToday، معنی متقابل چنین است:
استقرار مجموعه ای از سرویس‌های امنیتی برای محافظت در برابر تهدید امنیتی.
مترادف آن کنترل امنیتی است. در مخابرات، اقدامات متقابل ارتباطی به عنوان خدمات امنیتی به عنوان بخشی از مدل مرجع OSI توسط ITU-T X.800 تعریف می‌شود. X.800 و ISO ISO 7498-2 (سیستم‌های پردازش اطلاعات - اتصال سیستم‌های باز - مدل مرجع اساسی - قسمت ۲: معماری امنیتی از لحاظ فنی در یک راستا قرار دارند.

تصویر زیر روابط بین این مفاهیم و اصطلاحات را توضیح می‌دهد:
```
  + - - - - - - - - - - - - + + - - - - + + - - - - - - - - - - -+
  | An Attack: | |Counter- | | A System Resource: |
  | i.e. , A Threat Action | | measure | | Target of the Attack |
  | +----+ | | | | +----+ |
  | | Attacker |<================== ||< ========= | |
  | | i.e. , | Passive | | | | | Vulnerability | |
  | | A Threat |<================= >||< ========> | |
  | | Agent | or Active | | | | +----|||----+ |
  | +----+ Attack | | | | VVV |
  | | | | | Threat Consequences |
  + - - - - - - - - - - - - + + - - - - + + - - - - - - - - - - -+

```

یک منبع (چه فیزیکی و چه منطقی) می‌تواند توسط یک یا چند آسیب‌پذیری توسط یک عامل تهدید در یک اقدام تهدید مورد سوءاستفاده قرار بگیرد. در نتیجه می‌تواند به‌طور بالقوه خصوصیات محرمانه بودن، امانت یا در دسترس بودن منابع (متفاوت از موارد آسیب‌پذیر) سازمان و سایر اشخاص درگیر (مشتریان، تأمین کنندگان) را به خطر بیندازد.
اصطلاح سه‌گانه CIA اساس امنیت اطلاعات است.
این حمله زمانی می‌تواند فعال باشد که بخواهد منابع سیستم را تغییر دهد یا عملکرد آنها را تحت تأثیر قرار دهد: بنابراین یکپارچگی یا در دسترس بودن را به خطر می‌اندازد. یک «حمله غیرفعال» سعی در یادگیری یا استفاده از اطلاعات سیستم را دارد اما بر منابع سیستم تأثیر نمی‌گذارد و محرمانه بودن را به خطر می‌اندازد.
تهدید، عامل نقض امنیت است که در صورت وجود شرایط، توانایی، اقدام یا رویدادی موجود می‌تواند امنیت را نقض کرده و آسیب برساند. یعنی تهدید یک خطر احتمالی است که زمینه آسیب‌پذیری را فراهم می‌کند. یک تهدید می‌تواند «عمدی» باشد (یعنی هوشمندانه؛ مثلاً یک هکر منفرد یا یک سازمان جنایتکار) یا «تصادفی» (به عنوان مثال، احتمال سو عملکرد رایانه یا احتمال «حوادث طبیعی» مانند زلزله، آتش‌سوزی یا گردباد).
مجموعه ای از سیاست‌های مربوط به مدیریت امنیت اطلاعات، سیستم‌های مدیریت امنیت اطلاعات (ISMS)، با توجه به اصول مدیریت ریسک، جهت مدیریت اجرای استراتژی امنیتی تنظیم شده تحت قوانین و مقررات قابل اجرا در هر کشور ایجاد شده‌است.

## اقدامات متقابل در برابر حملات فیزیکی
اگر یک مخرب پنهانی به سیستم رایانه ای دسترسی فیزیکی داشته باشد، احتمال آسیب رساندن به آن بیشتر است.

### دستگاه‌های تخریب الکترونیکی
ممکن است از دستگاه‌هایی مانند USB Killer با اتصال به مادربرد رایانه، مانند پورت USB، پورت ویدئو، پورت اترنت یا پورت سریال، برای آسیب رساندن یا غیرقابل استفاده کردن هر چیزی استفاده شود. بدون حفاظت مناسب، این دستگاه‌ها ممکن است منجر به تخریب پورت‌ها، کارت‌های آداپتور، دستگاه‌های ذخیره‌سازی، RAM، مادربردها، CPU یا هر چیز دیگری که از نظر فیزیکی به دستگاه مورد حمله متصل شده‌است، مانند نمایشگرها، درایوهای فلش یا سوئیچ‌های سیمی شود. از این نوع دستگاه‌ها می‌توان حتی برای آسیب رساندن به تلفن‌های هوشمند و اتومبیل‌ها نیز استفاده کرد.
این تهدید را می‌توان با نصب نکردن یا محدود کردن دسترسی فیزیکی به پورت‌هایی که به راحتی قابل دسترسی هستند، در شرایطی که نیازی به آنها نیست کاهش داد. قفل بسته شدن پورت، که دسترسی به پورت کوتاه از درگاه اصلی را برای همیشه غیرفعال می‌کند. هنگامی که دسترسی به یک پورت ضروری است، یک optocoupler می‌تواند به یک پورت بدون اتصال الکتریکی مستقیم، اجازهٔ ارسال و دریافت دیتا به کامپیوتر یا دستگاه را، با جلوگیری کامپیوتر یا دستگاه از دریافت ولتاژ خطرناک از سوی دستگاه خارجی دهد.

### دیسک‌های سخت و ذخیره‌سازی
در یک سناریوی بدون امنیت، یک بازیگر مخرب ممکن است دستگاه‌های ذخیره‌سازی مانند دیسک‌های سخت یا SSD را بدزدد یا از بین ببرد، در نتیجه داده‌های با ارزش تخریب یا سرقت می‌شود.
اگر داده‌های یک دستگاه ذخیره‌سازی دیگر نیاز نیست، با تخریب فیزیکی یا خرد کردن دستگاه ذخیره‌سازی، بهتر است از سرقت داده جلوگیری شود.
اگر داده‌های یک دستگاه ذخیره‌سازی در حال استفاده است و باید ایمن باشد، می‌توان از رمزگذاری برای رمزگذاری محتویات یک دستگاه ذخیره‌سازی استفاده کرد، یا حتی کل دستگاه ذخیره‌سازی ذخیره شده برای رکورد اصلی راه اندازی را رمزگذاری کرد. سپس می‌توان با گذرواژه، احراز هویت بیومتریک، دانگل فیزیکی، تبادل شبکه، رمز عبور پویا یا هر ترکیبی از آن، قفل دستگاه را باز کرد. اگر این دستگاه درایو بوت است، باید در یک محیط پیش از بوت رمزگذاری نشود تا بتوان به سیستم عامل دسترسی داشت. راه اندازی یا شکستن داده‌ها به قطعات ذخیره شده روی چندین درایو که برای دسترسی به داده‌ها باید جمع شوند، یک راه حل احتمالی برای جلوگیری از سرقت درایو فیزیکی است، اگر درایوها در مکان‌های مختلف و به صورت جداگانه محافظت شوند و تعداد آنها به اندازه کافی باشد از هیچ‌یک از درایوها نمی‌توان برای جمع‌آوری اطلاعات معنی دار استفاده کرد.
فرایند افزودن موانع فیزیکی به خود دستگاه‌های ذخیره‌سازی قابل چشم پوشی نیست. موارد قفل شده یا درایوهای پنهان فیزیکی، با تعداد محدودی از پرسنل با دانش و دسترسی به کلیدها یا مکان‌ها، ممکن است اولین خط مقدم در برابر سرقت فیزیکی باشد.